# 赵万富
赵万富（1928年3月11日—2016年2月28日），原名子健，字萬富，以字行，别号万福，雲南鎮南（今楚雄彝族自治州南华县）人。中華民國軍事將領，成都中央军校第二十一期步科毕业。

## 簡介
1944年畢業於雲南省六鎮南師範學校，時值抗日戰爭，乃投考陸軍官校二十一期步科，於1947年九月畢業。後入陸軍步校初級班十三期，運輸學校初級班四期，陸軍步校高級班五十三期，陸軍參大召訓班一期，政戰學校語文中心英語會話班十五期，三軍大學戰爭學院將官召訓班六十八年班，三軍大學戰爭學院兵研所七十七年班。
1948年十二月，任八十七軍少尉排長，銜命參加「冀東保衛戰」及「塘大保衛戰」。1949年十一月任中尉副連長駐防舟山群島，參加登步島戰役。1952年七月，調第九師上尉連長。
1958年，戍守金門，參加八二三砲戰，期間任少校運輸官，並獲選為第九屆「國軍戰鬥英雄」。翌年元旦，蒙總統蔣介石召見。
1963年四月，調師第二十五團一營營長，榮獲「毋忘在莒」忠勤模範營及優秀幹部。
1969年三月，調第九師二十六團上校團長；七月，陸嘉案調第六十九師旅長。
1971年元旦再度受蔣介石召見；七月調第三十三師參謀長，任臺北衛戍之責。
1974年元旦晉升陸軍少將；十一月調第十九師師長，移駐金門，任金東守備任務。
1977年五月，調陸軍訓練作戰發展司令部參謀長，因陸軍「崑崙案」改編為第八軍團參謀長。
1980年元旦，調陸軍第三十二軍軍長。1981年元旦，晉升陸軍中將；十一月，調第二十一軍軍長兼馬防部司令官及馬祖戰地政務委員會主委，完成南竿、北竿地下化醫院工程，興建直升機起降場及擴建機坪。1983年完成馬祖福沃碼頭擴建。
1984年七月調第十軍團司令，戮力步、裝、砲、化、工、通、憲等部隊基地訓練與測驗，完成成功嶺靶場、將軍山訓練場地等工程整建。
1985年十二月，任金防部司令官，整建據點作戰工程，構築防區通信網路，建立通訊系統，提高指揮效能，構建市區擴充電話線磚埋設工程，完成水頭碼頭延伸、田墩、尚義海堤整建等民生建設。1986年元月一日晉升陸軍二級上將。
1987年夏因三七事件中金防部守軍屠殺申請庇護被拒的越南難民，涉案调职為作戰計畫委員（今司令部委员）。1988年晉任陸軍副總司令。1991年晉任國防部參謀本部副參謀總長，七月一日聘任總統府戰略顧問。2001年7月增聘中國國民黨中央評議委員（終身職）。
2016年2月28日於三軍總醫院松山分院辭世，享壽88歲。
2016年3月29日國防部軍禮覆旗公祭，由副總統吳敦義代表總統馬英九頒發褒揚令予家屬代表劉高皋，以示政府崇禮忠藎之意。

## 家庭
家中兄弟三人，除長男萬富外，二弟萬培、三弟萬元，均在原籍務農。
原配夏寶秀女士，1951年改嫁。
長子趙錫恩，1982年當選中華人民共和國雲南楚雄彝族自治州政協常委。